# Luis Eduardo González
Luis Eduardo González Ferrer (Montevideo, 28 de octubre de 1945 - Montevideo, 11 de septiembre de 2016) fue un politólogo, sociólogo, encuestador, escritor y profesor uruguayo.
Fue conocido por sus análisis y predicciones sobre tendencias de votaciones (nacionales, departamentales, plebiscitos) y en lo referente a encuestas de opinión, así como por sus frecuentes apariciones en la televisión uruguaya.

## Biografía
Sordo de nacimiento; se considera que esta característica influyó en su personalidad profesional, haciéndolo sumamente analítico para "escuchar" todas las campanas.
Magíster en Sociología por el Departamento de Ciencias Sociales de la Fundación Bariloche en Argentina, 1976. Doctorado en Ciencias Políticas en la Universidad de Yale, 1988. Se desempeñó también como docente en la Universidad de la República, en la Universidad de Montevideo y en la Universidad Católica del Uruguay.
Trabajó junto a César Aguiar en Equipos Consultores, hasta que en 1992 fundó junto a su esposa Adriana Raga la empresa de encuestas CIFRA. Ha tenido particular protagonismo en épocas de elecciones, por sus análisis y predicciones sobre los posibles resultados electorales. En 2000 predijo que, según la tendencia de la votación histórica de la ciudadanía uruguaya, el Frente Amplio accedería al poder en 2004, como finalmente sucedió. En 1989 también predijo que el próximo presidente sería Luis Alberto Lacalle, pero asimismo el propio González supo reconocer con honestidad sus propios errores. Trabajó además como consultor del BID, del INTAL, de la ONU y del Banco Mundial.
Fue el autor de numerosas publicaciones sobre la materia, y entre ellas:
- 1991, Estructuras políticas y democracia en Uruguay. FCU-ICP, año 1993 (original en inglés: Political Structures and Democracy in Uruguay, Notre Dame University Press).
- 1999, Los partidos políticos uruguayos en tiempos de cambio. UCUDAL y Fundación Banco de Boston.
- 2010, El voto en Uruguay 2009-2010, UCUDAL y Fundación Konrad Adenauer (con Federico Irazábal, Pablo Mieres).[17] e Ignacio Zuasnábar[18][19]

Falleció en Montevideo el 10 de septiembre de 2016 a los 70 años, a causa de un cáncer.